# Genchū
Genchū (japanska: 元中?, Genchū), 28 april  1384–5 oktober 1392, är en period i den japanska tideräkningen, vid det delade Japans södra tron. Genchū infaller under norra tronens Shitoku, Kakei, Kōō och Meitoku. Kejsare vid den södra tronen var Go-Kameyama. Shogun var Ashikaga Yoshimitsu.
Genchū blev Meitoku 3 när Japan återförenades 1392.